# Йоста Дункер
Йоста Дункер (швед. Gösta Dunker, 16 вересня 1905, Сандвікен — 5 червня 1973) — шведський футболіст, що грав на позиції нападника. По завершенні ігрової кар'єри — тренер.
Виступав, зокрема, за клуб «Сандвікен», а також національну збірну Швеції.

## Клубна кар'єра
У дорослому футболі дебютував 1929 року виступами за команду клубу «Сандвікен», кольори якої і захищав протягом усієї своєї кар'єри гравця, що тривала сім років. 

## Виступи за збірну
У 1928 році дебютував в офіційних матчах у складі національної збірної Швеції. Протягом кар'єри у національній команді, яка тривала 7 років, провів у її формі 15 матчів, забивши 4 голи.
У складі збірної був учасником чемпіонату світу 1934 року в Італії.

## Кар'єра тренера
Розпочав тренерську кар'єру, повернувшись до футболу після тривалої перерви, 1948 року, очоливши тренерський штаб клубу «Еребру». Досвід тренерської роботи обмежився цим клубом.
Помер 5 червня 1973 року на 68-му році життя.